# Esperanza del Corazón
Esperanza del Corazón cunoscută și ca Speranța inimii (Hoping heart)  e o telenovelă mexicană produsă în 2011 de Televisa avându-i ca protagoniști pe Lucia Mendez,Bianca Marroquín și Patricio Borghetti cu participarea actriței Marisol del Olmo și ca co-protagonistă. Principalul antagonist fiind Lisardo.

## Distribuția
- Lucía Méndez - Lucrecia Dávila viuda de Duprís / Leticia
- Bianca Marroquín - Ángela Landa de Duprís
- Patricio Borghetti - Mariano Duarte
- Marisol del Olmo - Lorenza Duprís Dávila de Cabral
- Lisardo - Aldo Cabral
- Agustín Arana - Franco Duprís Dávila
- Tania Vázquez - Camila Moreno
- Yessica Salazar - Regina Ferreira
- Mane de la Parra - Alexis Duarte Moreno
- Thelma Madrigal - Lisa Duprís Landa / Mónica
- Carmen Aub - Krista Cabral Duprís
- Alejandra Ávalos - Gladys Guzmán
- Fernando Allende - Orlando Duarte
- Ilithya Manzanilla - Cassandra
- Manola Diez - Paulina
- Juan Carlos Barreto - Silvestre Figueroa
- Julissa - Greta Lascuraín Rivadeneyra
- Emmanuel Orenday - Brandon Antonio Figueroa Guzmán
- Mariana Botas - Britanny "Britney" Figueroa Guzmán
- Samadhi Zendejas - Abril Figueroa Guzmán / Abril Figueroa Duprís
- Alejandro Speitzer - Diego Duprís Landa
- Sofía Castro - Eglantina
- Marco de Paula - Leonardo
- Gabriela Zamora - Rubí
- Lilia Aragón - "La Tocha"
- Karyme Hernández - Alma "Almita" Duprís Landa
- Gloria Aura - Thalía
- Laureano Brizuela - Laureano
- Carlos Speitzer - Picochulo
- Jesús Zavala - Hugo Martinez "Wampi"
- Bárbara Torres - Bobbie
- Rodrigo Llamas - "Muñe"
- Sandra Saldarriaga - Silvana
- Palmira Loché - Macarena
- Juan Carlos Colombo - Orvañanos
- Santiago Torres Jaimes - Billy Duarte Moreno

1. ↑   http://live.dbpedia.org/resource/Esperanza_del_corazÃ³n, accesat în 19 aprilie 2020 Lipsește sau este vid: |title= (ajutor)
2. ↑   http://dbpedia.org/resource/Esperanza_del_corazón, accesat în 19 aprilie 2020 Lipsește sau este vid: |title= (ajutor)